# Germering
Germering ist eine Große Kreisstadt im südöstlichen Landkreis Fürstenfeldbruck (Regierungsbezirk Oberbayern) und liegt westlich von München.

## Geographie

### Lage
Germering ist eine Stadt an den Nordwestausläufern der Münchner Schotterebene. Die Stadt befindet sich auf relativ ebenem Niveau und fällt leicht nach Norden ab. Ebenfalls im Norden grenzt Germering über landwirtschaftlich genutzte Felder an Puchheim. Östlich der Stadt befindet sich ein breiter Feldstreifen, der von dem Autobahnring A 99 durchzogen wird. Die freien Flächen am Münchner Stadtrand werden derzeit mit einem neuen Wohngebiet bebaut (Freiham). Im Süden und Südosten liegt ein größeres Waldgebiet, der Kreuzlinger Forst und die Autobahn A 96. Im Nordwesten befinden sich der künstlich angelegte Germeringer See (Baggersee) und der kleine, bewaldete Parsberg. Im Westen schließt sich der Landkreis Starnberg mit der Gemeinde Gilching an.

### Gemeindegliederung
Es gibt sieben Gemeindeteile (in Klammern ist der Siedlungstyp angegeben):
- Germering (Hauptort)
- Harthaus (Siedlung)
- Kleßheim (Einöde)
- Nebel (Dorf)
- Streiflach (Einöde)
- Unterpfaffenhofen (Pfarrdorf)
- Wandlheim (Einöde)

Neugermering und Schusterhäusl sind keine amtlich benannten Gemeindeteile.

## Geschichte

### Frühzeitliche Geschichte
Bereits in der späten Jungsteinzeit bzw. der frühen Bronzezeit wurden Hügelgräber im Bereich der heutigen Oberen Bahnhofstraße, Ecke Steinbergstraße, angelegt. Aus der Urnenfelderkultur sind ein bronzezeitliches Brandgrab und Siedlungsreste nachweisbar. Aus der Römerzeit stammt eine Villa rustica mit Hypokaustum (Warmluftheizung). Nahe der Augsburger Straße wurde das Grab einer Germanin entdeckt, das durch die Grabbeigaben identifiziert werden konnte. Außerdem wurden mehrere römische Ziegelbrennöfen aufgefunden, von denen einer an der Straße Richtung Alling besichtigt werden kann.
Am Krautgartenweg wurde ein Hockergrab freigelegt.

### Ersterwähnung einzelner Gemeindeteile
- Die erste sichere urkundliche Erwähnung von Germering als Kermaringon erfolgte zwischen 859 und 864. Es wird aber vermutet, dass die älteste Urkunde mit der Ortsbezeichnung Germana vel ad monte (etwa „(das Besitztum der) Schwester am Berg“) schon aus dem Jahr 769 stammt. Die Herleitung des Ortsnamens vom Stamm der Germanen oder von einem putativen „Germar, dem Germanen“ gilt dagegen als Volksetymologie.
- Die erste sichere urkundliche Erwähnung von Unterpfaffenhofen stammt aus dem Jahr 1190. Eine Urkunde, die auf die Zeit zwischen 948 und 957 datiert wird, benennt einen Ort namens Phafinhouna, womit aber auch ein anderes Pfaffenhofen gemeint sein könnte.
- Nebel ist unter dem Namen Slat.vel.Nebelriet seit 1173 schriftlich bekannt.
- Gut Streiflach wurde erstmals 1270 erwähnt.
- Die Einöde Harthof, jetzt der Gemeindeteil Harthaus, wurde erstmals 1422 als Wirtschaftshof des Schlosses Freiham erwähnt.[4]

### Mittelalterliche Geschichte
Unter der alten St.-Martin-Kirche befinden sich frühmittelalterliche Reihengräber und vorromanische Kirchenreste. 1422 wurde Germering bei Kämpfen im Umfeld der Schlacht bei Alling zerstört. 1448 wurden die beiden Gemeinden erstmals als Mitglied des Landgerichtsbezirks Starnberg genannt.
In den 1980er-Jahren wurde ein frühmittelalterliches Amulett bei einer Ausgrabung in der heutigen Krippfeldstraße gefunden. Es diente später als Inspiration für das moderne Stadtwappen.

### Neuzeitliche Geschichte
Mit dem Gemeindeedikt von 1818 wurden die Gemeinden Germering und Unterpfaffenhofen mit den Gemeindeteilen Kleßheim, Nebel, Streiflach und Wandlheim gebildet. 1852 wechselten die beiden Gemeinden als Steuerdistrikt zum Landgericht Bruck.
Mit dem Bau der Bahnstrecke Pasing–Herrsching 1902 begann ein grundlegender Strukturwandel. Harthaus und Neugermering entstanden als neue Siedlungen. Während im Kreuzlinger Forst ein militärisches Tanklager entstand, wurde im heutigen Gemeindeteil Unterpfaffenhofen die sogenannte WIFO-Siedlung für die Mitarbeiter der militärischen Anlage errichtet. Während des Zweiten Weltkriegs ließen die Dornier-Werke das KZ-Außenlager Germering des Konzentrationslagers Dachau errichten. Nach 1945 wuchs die Bevölkerung durch die Aufnahme von Heimatvertriebenen und Flüchtlingen. Die Folge waren erste soziale Wohnungsbauprojekte zwischen 1952 und 1954. Das rapide Wachstum setzte sich in den 1960er und 1970er Jahren – nicht zuletzt durch die Ausweisung neuer Baugebiete – fort. Ab ca. 1978 stabilisierte sich die Entwicklung, und die Stadtplanung konzentrierte sich seitdem auf infrastrukturelle Verbesserungen. Am 1. Mai 1978 wurden die bis dahin eigenständigen Gemeinden Germering und Unterpfaffenhofen im Zuge der Gemeindegebietsreform vereinigt. Bis zur Erhebung zur Stadt am 12. April 1991 war Germering die größte Gemeinde Bayerns ohne Stadt- oder Marktrecht. Nach München, Ingolstadt, Rosenheim, Freising und Dachau wurde Germering die sechstgrößte Stadt Oberbayerns. Am 1. Oktober 2004 wurde Germering zur Großen Kreisstadt erhoben.
Die rasante Entwicklung nach dem Zweiten Weltkrieg spiegelt sich in Germerings uneinheitlicher Siedlungsstruktur wider. Neben den dörflichen Ortskernen des alten Germerings und Unterpfaffenhofens gibt es die Hochhaussiedlungen der siebziger Jahre (WWK-Siedlung) sowie die urbane Architektur des neuen Stadtzentrums mit der Stadthalle.

### Eingemeindungen
Im Zuge der Gebietsreform in Bayern wurde am 1. Mai 1978 Unterpfaffenhofen mit Germering zu einer Gemeinde zusammengeschlossen.

### Konfessionsstatistik
Gemäß der Volkszählung 2011 lag am 9. Mai 2011 der Anteil der katholischen Bürger bei 41,4 %, der evangelischen bei 16,0 %, der Konfessionslosen und anderen Glaubensgemeinschaften bei 42,7 %. Die Zahl der Protestanten und der Katholiken ist seitdem gesunken. Ende 2022 lag der Anteil der katholischen Bürger bei ca. 30 %, der evangelischen bei ca. 10 %, der Konfessionslosen und der anderen Glaubensgemeinschaften bei ca.  60 %

### Einwohnerentwicklung
Zwischen 1988 und 2018 wuchs die Stadt von 35.238 auf 40.389 um 5273 Einwohner bzw. um etwa 15 %. Quelle: BayLStat

Einwohnerentwicklung von Germering von 1840 bis 2016

| Jahr | Einwohner |
| ---- | --------- |
| 1840 | 625       |
| 1925 | 1322      |
| 1939 | 3032      |
| 1950 | 6355      |
| 1961 | 11.141    |
| 1970 | 25.261    |
| 1979 | 34.262    |
| 1991 | 35.962    |

| Jahr | Einwohner |
| ---- | --------- |
| 1995 | 35.751    |
| 2005 | 37.036    |
| 2010 | 38.966    |
| 2015 | 39.387    |
| 2016 | 40.039    |
| 2018 | 40.389    |
| 2020 | 41.421    |
| 2022 | 42.274    |

## Politik

### Stadtrat

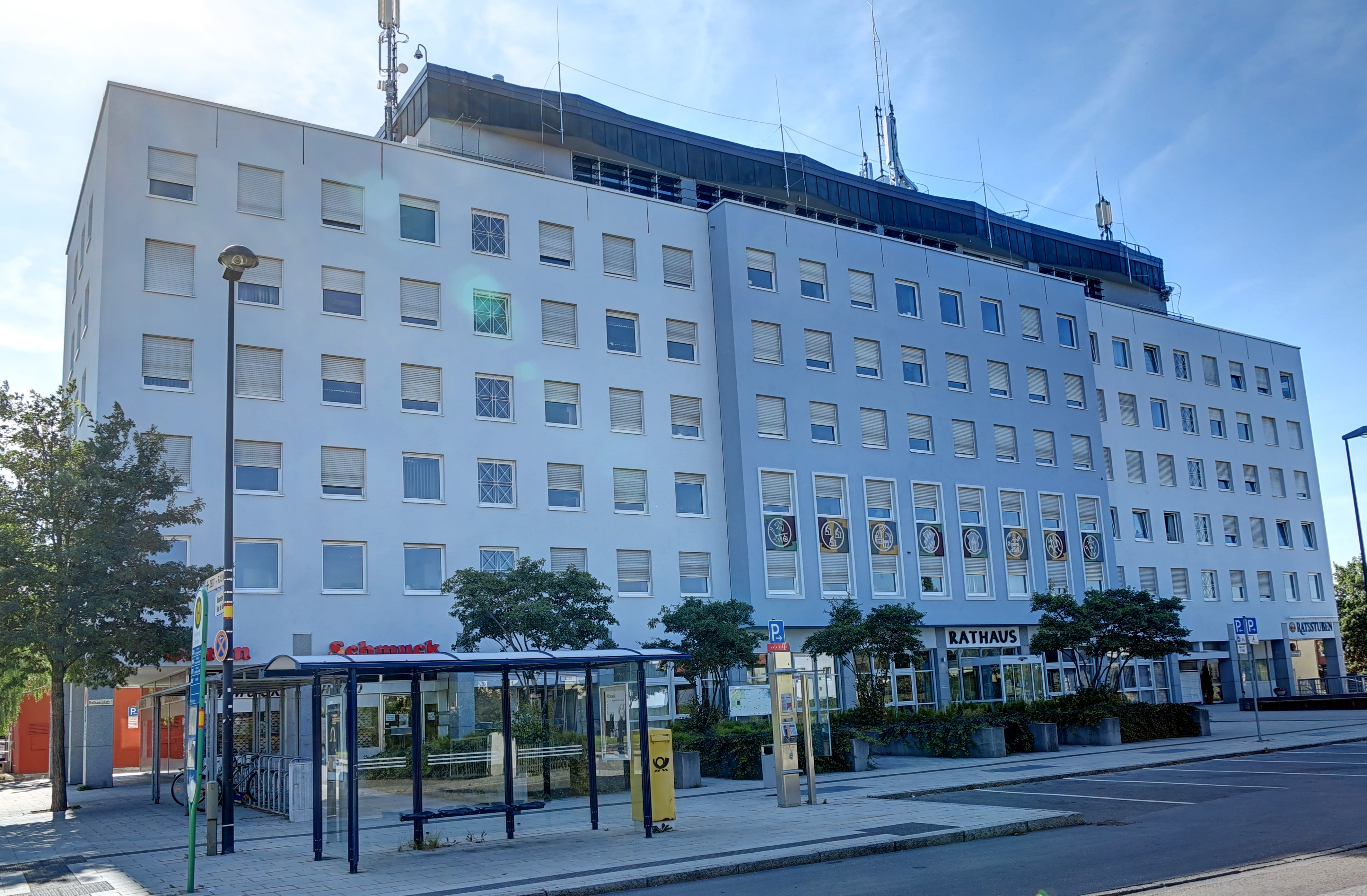
Rathaus Germering

|      | CSU | SPD | Grüne | FWG / UBG * | FWG   | FDP | ÖDP / Parteifreie | Linke | REP   | Gesamt | Wahlbeteiligung |
| 2020 | 19  | 6   | 9     | n. a.       | 3     | 1   | 2                 | 0     | n. a. | 40     | 52,04 %         |
| 2014 | 21  | 8   | 5     | 3           | n. a. | 1   | 2                 | 0     | n. a. | 40     | 46,03 %         |
| 2008 | 17  | 11  | 6     | 3           | n. a. | 1   | 2                 | 0     | n. a. | 40     | 53,5 %          |
| 2002 | 18  | 14  | 3     | 2           | n. a. | 1   | 1                 | 0     | 1     | 40     | 54,2 %          |

### Oberbürgermeister
Seit 2008 ist Andreas Haas (CSU) amtierender Oberbürgermeister. Er wurde am 15. März 2020 bei zwei Mitbewerbern mit 68,87 % der Stimmen im Amt bestätigt.
Ehemalige Gemeindevorsteher der Gemeinde Germering
| Amtsinhaber         | von  | bis  | Amtszeit |
| Josef Kellerer      | 1818 | 1824 | 6 Jahre  |
| Adam Mayr           | 1824 | 1830 | 6 Jahre  |
| Kaspar Hohenleitner | 1830 | 1833 | 3 Jahre  |
| Josef Kellerer      | 1833 | 1839 | 6 Jahre  |
| Phillip Strobl      | 1839 | 1842 | 3 Jahre  |
| Josef Kellerer      | 1842 | 1845 | 3 Jahre  |
| Urban Kirmair       | 1845 | 1851 | 6 Jahre  |
| Johann Strobl       | 1851 | 1854 | 3 Jahre  |
| Urban Kirmair       | 1854 | 1857 | 3 Jahre  |
| Kaspar Keller       | 1857 | 1860 | 3 Jahre  |
| Andreas Strobl      | 1860 | 1869 | 9 Jahre  |

Ehemalige Bürgermeister der Gemeinde Germering
| Amtsinhaber        | von  | bis  | Amtszeit |
| Stanislaus Kirmair | 1869 | 1876 | 7 Jahre  |
| Josef Widmann      | 1876 | 1882 | 6 Jahre  |
| Andreas Strobl     | 1882 | 1892 | 10 Jahre |
| Simon Fruth        | 1892 | 1906 | 14 Jahre |
| Johann Drexler     | 1906 | 1933 | 27 Jahre |
| Martin Keller      | 1933 | 1945 | 13 Jahre |
| Luitpold Pollinger | 1945 | 1946 | 1 Jahr   |
| Lukas Stefani      | 1946 | 1948 | 2 Jahre  |
| Quirin Wörl        | 1948 | 1952 | 4 Jahre  |
| Martin Keller      | 1952 | 1956 | 4 Jahre  |
| Quirin Wörl        | 1956 | 1960 | 4 Jahre  |
| Josef Kistler      | 1960 | 1974 | 14 Jahre |
| Peter Braun        | 1974 | 1978 | 4 Jahre  |

Ehemalige Bürgermeister der Großgemeinde Germering (zusammengeführte Gemeinden Germering und Unterpfaffenhofen), ab 2004 Oberbürgermeister
| von  | bis    | Amtsinhaber  |
| 1978 | 1991   | Rudolf Bay   |
| 1991 | 2008   | Peter Braun  |
| 2008 | im Amt | Andreas Haas |

### Wappen
| Wappen von Germering | Blasonierung: „Über grünem Dreiberg gespalten von Rot und Silber; vorne ein wachsender silberner Kirchturm, hinten ein roter Löwe.“ |
| Wappen von Germering | Wappenbegründung: Das Wappen … verbindet Elemente aus den älteren Wappen der früheren Gemeinden Germering und Unterpfaffenhofen. Der gotische Kirchturm, der sich in seiner Form wesentlich von anderen oberbayerischen Landkirchen unterscheidet, verweist auf die kunsthistorisch bedeutende alte Dorfkirche St. Martin in Germering. Der Kirchturm als örtliches Wahrzeichen und die dominierenden Farben Rot und Silber (zur Unterscheidung vom ähnlichen Wappen der Gemeinde Oberhaching) wurden aus dem seit 1953 von der Gemeinde Germering geführten Wappen übernommen. Der Löwe stammt aus dem Wappen der bis 1978 selbstständigen Gemeinde Unterpfaffenhofen und erinnert an die Adelsfamilien von Huefnagel und Chlingensperg, die in der Gemeindemarkung im 17. und 18. Jahrhundert begütert waren (Sitz Wandlheim u. a.). Der grüne Dreiberg ist redendes Bild für den im Gemeindegebiet gelegenen Parsberg. Der Name ist möglicherweise von „Path“ (Straße) abgeleitet und ließe dann auf den Verlauf einer alten Römerstraße in diesem Bereich schließen. Dieses Wappen wird seit 1981 geführt. Das Wappen wurde 1981 von Karl Haas aus den Wappen von Germering und Unterpfaffenhofen geschaffen. |

Der Germeringer Teil des Wappens besteht aus der alten Dorfkirche St. Martin (weiß auf rotem Grund), die gewählt wurde, weil sich diese durch ihre Form wesentlich von anderen oberbayerischen Landkirchen unterscheidet. Der Unterpfaffenhofener Teil ist ein roter Löwe auf weißem Grund. Er wurde vom Wappen derer von Hufnagel und Chlingensperg entnommen, die im 17. und 18. Jahrhundert u. a. mit dem Gut Wandlheim über größeren Grundbesitz verfügten. Als verbindendes Element wurde der Dreiberg verwendet, der den Parsberg symbolisiert.

### Städtepartnerschaften
- Domont in Frankreich
- Balatonfüred in Ungarn

## Wirtschaft und Infrastruktur

### Verkehr

Schema der wichtigsten Germeringer Verkehrswege (Stand 2013). Inzwischen wird die B 2 östlich um den Ort geführt.

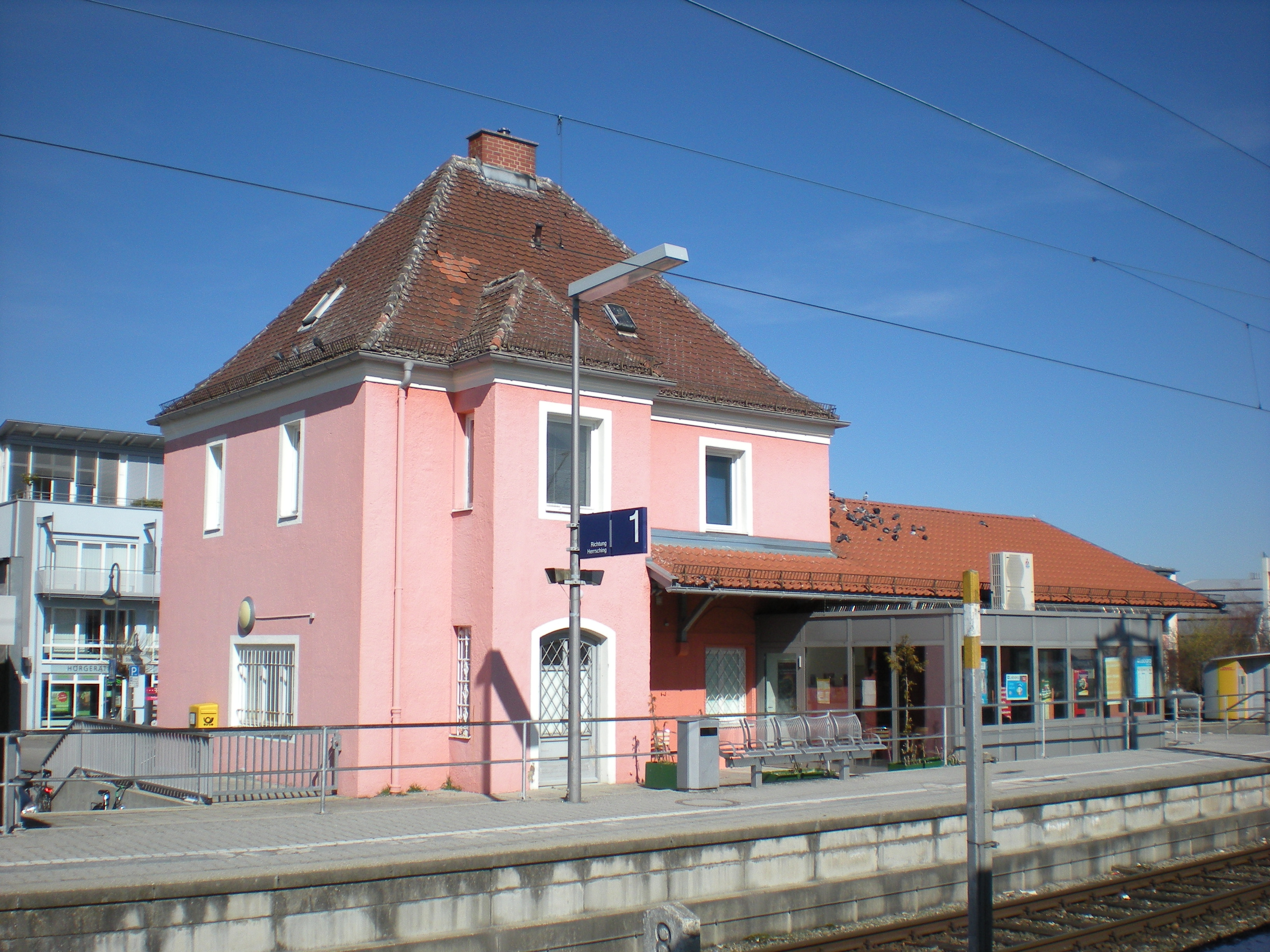
Empfangsgebäude des Bahnhofs Germering-Unterpfaffenhofen

Germering liegt direkt nördlich der A 96 Lindau–München.
Im Osten der Stadt befindet sich der Autobahnring A 99, der die A 96 unter anderem mit den Autobahnen A 8 und A 9 verbindet. Das Teilstück zwischen der A 96 Lindau–München und der A 8 München-Stuttgart ist seit dem 19. Februar 2006 vollständig befahrbar. Germering ist über die Autobahnausfahrten Gilching, Germering Süd (beide A 96), sowie Freiham Mitte und Germering Nord (beide A 99) erreichbar.
2017 wurde damit begonnen, die A 96 auf 6 Spuren auszubauen. Zusätzlich wurde über der Fahrbahn Richtung Lindau eine Lärmschutzgalerie errichtet sowie ein Rastplatz mit Toiletten südwestlich von Germering gebaut. Alle Baumaßnahmen wurde im Dezember 2020 abgeschlossen.
Die B 2 führte, aus München kommend, Richtung Fürstenfeldbruck durch den Ort. Sie wurde im Zuge der Autobahnbauarbeiten in den Osten der Stadt verlegt (Ortsumgehung) und bekam eine eigene Anschlussstelle (Germering Nord).

### ÖPNV
Germering liegt seit 1903 an der Bahnstrecke Pasing–Herrsching. Innerhalb des Germeringer Ortsgebietes sind mit dem Bahnhof Germering-Unterpfaffenhofen und dem 1947 eröffneten Haltepunkt Harthaus zwei Bahnstationen vorhanden. Seit 1972 ist Germering an das Netz der S-Bahn München angeschlossen. Es verkehrt die Linie S8 von Herrsching nach München Flughafen Terminal, die Linie verkehrt von 5 Uhr früh bis etwa Mitternacht (am Wochenende bis 1 Uhr nachts) drei- bis sechsmal pro Stunde, die Fahrzeit bis ins Zentrum Münchens (Marienplatz) beträgt 25 bis 28 Minuten.
| Linie | Linienverlauf |
| ----- | --- |
| S8    | Herrsching – Seefeld-Hechendorf – Steinebach – Weßling – Neugilching – Gilching-Argelsried – Geisenbrunn – Germering-Unterpfaffenhofen – Harthaus – Freiham – Neuaubing – Westkreuz – Pasing – Laim – Hirschgarten – Donnersbergerbrücke – Hackerbrücke – Hauptbahnhof – Karlsplatz (Stachus) – Marienplatz – Isartor – Rosenheimer Platz – Ostbahnhof – Leuchtenbergring – Daglfing – Englschalking – Johanneskirchen – Unterföhring – Ismaning – Hallbergmoos – Flughafen Besucherpark – Flughafen München |
| S5    | Kreuzstraße – Großhelfendorf – Peiß – Aying – Dürrnhaar – Höhenkirchen-Siegertsbrunn – Wächterhof – Hohenbrunn – Ottobrunn – Neubiberg – Neuperlach Süd – Perlach – Giesing – St.-Martin-Straße – Ostbahnhof – Rosenheimer Platz – Isartor – Marienplatz – Karlsplatz (Stachus) – Hauptbahnhof – Hackerbrücke – Donnersbergerbrücke – Hirschgarten – Laim – Pasing (– Westkreuz – Neuaubing – Freiham – Harthaus – Germering-Unterpfaffenhofen – Geisenbrunn – Gilching-Argelsried – Neugilching – Weßling)  |

Bemerkenswert ist, dass der Haltepunkt Harthaus aufgrund seiner Lage direkt an der Grenze zu München als einziger in Zone M und 1 des MVV liegt, der Bahnhof Germering-Unterpfaffenhofen und alle weiteren Bushaltestellen im Stadtgebiet jedoch nicht mehr Zone M angehören. Fahrten in die Innenstadt Münchens sind dadurch direkt ab Harthaus günstiger als der Einstieg in Germering-Unterpfaffenhofen oder die Nutzung der Linienbusse als Zubringer.
Germering wird durch mehrere Regionalbuslinien des MVV erschlossen.
| Linie | Linienverlauf                                                                                                 | Verkehrsunternehmen  |
| ----- | --- | -------------------- |
| X850  | Fürstenfeldbruck – Germering-Unterpfaffenhofen                                                                | Demmelmair           |
| 157   | Germering, Neue Gautinger Straße – Germering-Unterpfaffenhofen – Freiham – Aubing – Pasing – Laim – Am Harras | MVG                  |
| 260   | Germering-Unterpfaffenhofen – Planegg – Fürstenried West                                                      | Busservice Watzinger |
| 851   | Germering, Salzstraße – Harthaus Nord                                                                         | Busverkehr Südbayern |
| 852   | Fürstenfeldbruck – Alling – Germering-Unterpfaffenhofen – Germering, Kerschensteiner Schule                   | Busverkehr Südbayern |
| 853   | Germering-Unterpfaffenhofen – Puchheim Süd – Puchheim, Bürgermeister-Ertl-Straße                              | Enders Reisen        |
| 857   | Germering, GEP – Rathaus – Germering-Unterpfaffenhofen                                                        | Busverkehr Südbayern |
| 858   | Germering, Freibad/Polariom – Germering-Unterpfaffenhofen – Kriemhildenstraße                                 | Busverkehr Südbayern |
| 859   | Harthaus Süd – Germering, Kleiner Stachus – Germering, Freibad/Polariom                                       | Busverkehr Südbayern |
| 860   | Freiham – Puchheim Ort – Eichenau Nord – Olching – Graßlfing, Georgenstraße                                   | Busverkehr Südbayern |
| 885   | Germering-Unterpfaffenhofen – Germering, Neue Gautinger Straße – Planegg West                                 | Busverkehr Südbayern |
| 966   | Unterbrunn – Oberbrunn – Gauting – Krailling – Planegg / Germering-Unterpfaffenhofen                          | Demmelmair           |
| N80   | Pasing – Germering – Puchheim – Gröbenzell – Lochhausen – Pasing (Ringlinie)                                  | MVG                  |
| N81   | Pasing – Lochhausen – Gröbenzell – Puchheim – Germering – Pasing (Ringlinie)                                  | MVG                  |
| 8500  | Ruftaxi Fürstenfeldbruck / Alling / Eichenau / Puchheim Ort / Germering-Unterpfaffenhofen / Gilching          | Geldhauser           |

Es wurde zudem seit längerem darüber nachgedacht, die bestehenden U-Bahnlinien U5 oder U6, die derzeit noch in Laim bzw. Klinikum Großhadern enden, bis nach Germering zu verlängern. Doch dies wird wenn überhaupt frühestens in den 2030er Jahren geschehen. 2019 kam von der Germeringer SPD der Vorschlag, eine Seilbahn von Germering über Freiham bis zum Pasinger Bahnhof zu bauen, da dies die S-Bahn deutlich entlasten würde. Außerdem wäre es kostengünstiger als eine U-Bahn, zudem sind Baukosten und Bauzeit geringer. Aktuell wird das Vorhaben von der Stadt München geprüft.

### Ansässige Unternehmen
In Germering sind vor allem mittelständische Unternehmen aus der metallverarbeitenden und chemischen Industrie ansässig. Daneben finden sich zahlreiche kleinere Unternehmen im Dienstleistungssektor. Größter am Ort ansässiger Arbeitgeber ist CEWE. Weitere Unternehmen sind DocuWare, ALLNET und Thermo Fisher Scientific. Zahlreiche Unternehmer sind im Wirtschaftsverband Germering organisiert.

### Wohnungsmarkt
Im bundesweiten Index ortsüblicher Vergleichsmieten belegt Germering 2018 mit einem Indexwert von 137 den siebten Platz und liegt damit deutlich vor Großstädten wie Köln (12.), Hamburg (13.) oder Frankfurt am Main (18. Platz). Die Stadt Germering veröffentlicht einen offiziellen Mietspiegel. Seit 2015 gilt zudem eine Mietpreisbremse von 10 % über der ortsüblichen Vergleichsmiete.

### Schulen
In Germering gibt es vier Grundschulen: die Kirchenschule, die Kleinfeldschule, die Theresen-Grundschule und die Kerschensteiner Schule. Letztere ist sowohl Grund- als auch Mittelschule. Eine weitere Mittelschule ist die Wittelsbacher Schule. Ferner finden sich die Staatliche Realschule Unterpfaffenhofen sowie das Max-Born-Gymnasium und das Carl-Spitzweg-Gymnasium. Daneben besteht die Eugen-Papst-Schule als sonderpädagogisches Förderzentrum. Seit 2017 gibt es die Staatliche Fachoberschule Germering.

## Kultur und Sehenswürdigkeiten

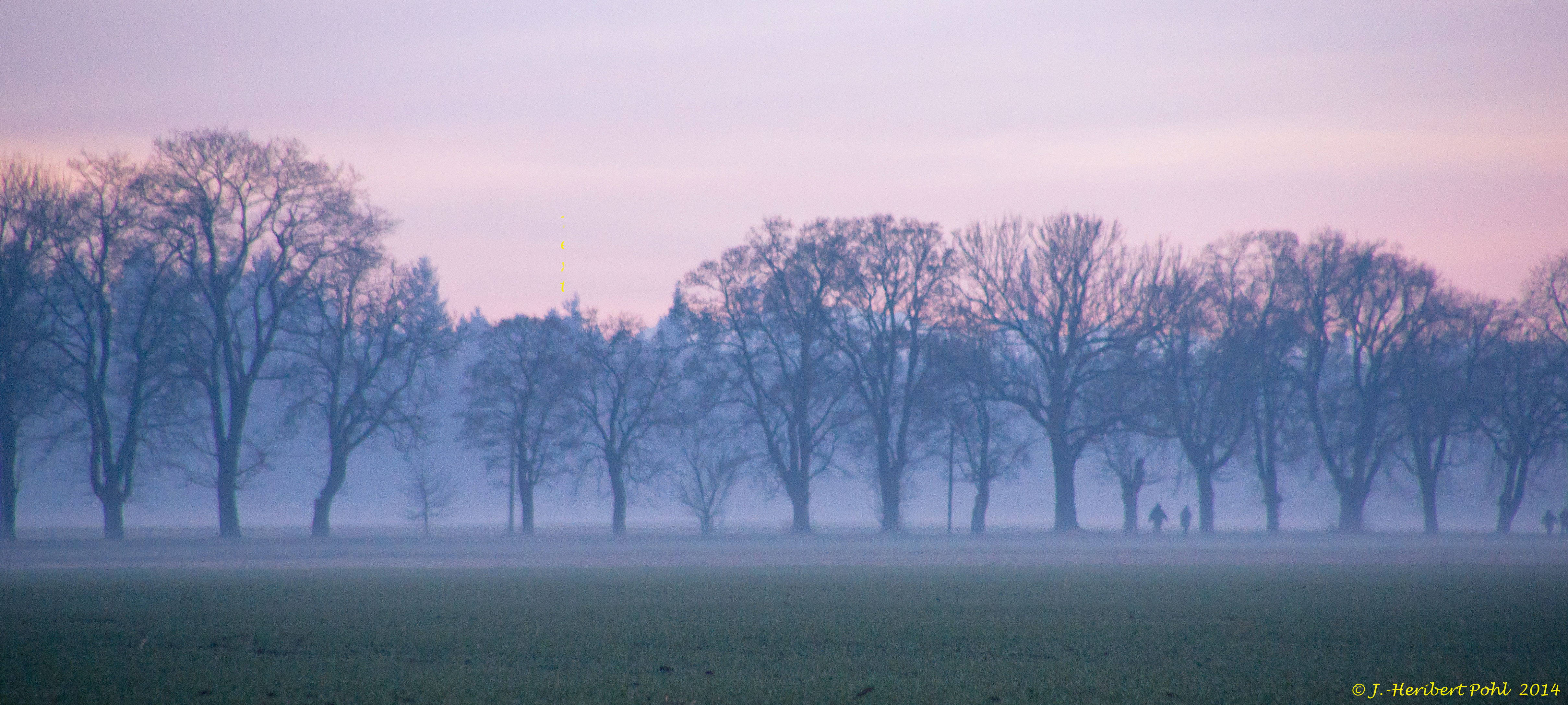
Gut Streiflach

Kulturelles Zentrum ist die Stadthalle mit kulturellen Angeboten, Veranstaltungs- und Ausstellungsräumen. In unmittelbarer Nachbarschaft liegt die Stadtbibliothek. Für überregionales Aufsehen sorgte der „rote Faden“, eine rote Linie mit abstrakten Symbolen und Hinweisen, die sternförmig durch den Ort führt. Erwähnenswert ist die musikalische Subkultur in der Cordobar, in der Sportfreunde Stiller und Jamaram in ihrer Anfangszeit oft gespielt und/oder geprobt haben und die insbesondere junge, unbekannte Bands aus der Umgebung fördert. Das Germeringer Freibad ist bekannt als beliebter Aufenthaltsort an heißen Sommertagen. Ebenso diente es als Drehort des ersten Videoclips der Sportfreunde Stiller zu deren Song Wellenreiten.

### Museen
In der Domonter Straße 2, dem ehemaligen Feuerwehrhaus hinter dem Rathaus, befindet sich das Stadtmuseum ZEIT+RAUM, das seit 2014 eine Dauerausstellung zur Geschichte und Archäologie Germerings und regelmäßig Sonderausstellungen beherbergt. Ausgehend vom ZEIT+RAUM Museum am Rathaus führen Museumsrundwege zu bedeutenden archäologischen Fundstellen und interessanten Plätzen der Germeringer Ortsgeschichte. Mehrere Museumseinheiten (Schaukästen) und Infotafeln informieren dabei vor Ort über die Funde, beispielsweise endsteinzeitliche Gräber, bronzezeitliche Siedlungen, frühmittelalterliche Gräberfelder und den mittelalterlichen Burgstall.
Die folgenden Museumseinheiten präsentieren Repliken der Fundstücke direkt an ihrem Fundort:
- Friedhof St. Martin: Museumseinheiten „Urnenfelderzeit“ und „Spätantike“ (Grabstelle einer mongolischen Ungarin)
- Sudetenstraße (westliches Ende): Museumseinheit „Wasser und Siedlungsgeschichte  “, Informationen zur historischen Wasserversorgung
- Ortsausgang Richtung Alling: Großvitrine „römischer Ziegelbrennofen“
- Krautgartenweg: Museumseinheit „Steinzeit“

### Kirchen
Die Alte Kirche St. Martin wurde 1315 erstmals in den Quellen erwähnt und dann in den folgenden Jahrhunderten sukzessive erweitert. Die letzte größere Veränderung ergab sich mit dem Umbau bis 1900. In den letzten Jahrzehnten wurde die Kirche durch einen aktiven Förderverein mehrmals vor dem Abriss bewahrt.
Die Stadtkirche St. Martin wurde 1967 eingeweiht und im brutalistischen Stil mit freistehendem Kirchturm errichtet.
Die Pfarrkirche St. Cäcilia wurde 1959 eingeweiht und liegt in Neugermering im Osten der Stadt. Sie ist eine Mischung aus modernem Saalbau und altchristlicher Basilika. Sie hat ebenfalls einen freistehenden Kirchturm und bildet seit 2011 mit St. Martin und St. Johannes Bosco die „Stadtkirche Germering“.

### Sonstiges
- Skulptur Verbindung von dem Künstler Szabo Hunor aus der ungarischen Partnerstadt vor dem Rathaus, die seit 2008 an das 20-jährige Bestehen der Städtepartnerschaft mit Balatonfüred erinnert
- Germarbrunnen
- Jakobusbrunnen

### Bodendenkmäler
- Burgstall Parsberg

## Persönlichkeiten

### Ehrenbürger
- Eugen Papst (1855–1923), Lehrer und Musiker, Vater des Komponisten Eugen Papst, Ehrenbürger seit 1917[30]
- Anton Morigl, Unternehmer, Ehrenbürger seit 1929
- Franz Sales Müller, Seelsorger, Prälat, Vorsitzender des Katholischen Caritasverbandes der Erzdiözese München und Freising,[31] Ehrenbürger seit 1985
- Robert Huber (* 1937), wohnhaft in Germering, Nobelpreisträger für Chemie (1988), Ehrenbürger seit 1988
- Hans Mannhardt, Unternehmer und Gründer des Sozialdienstes, Ehrenbürger seit 1991
- Rudolf Bay (1930–2010), Altbürgermeister, Ehrenbürger seit 2000
- Claudia Hengst (* 1969), bekannte Behindertensportlerin (Schwimmerin) und mehrfache Goldmedaillengewinnerin bei den Paralympics, Welt- und Europameisterin, Ehrenbürgerin seit 2001
- Hermann Parzinger (* 1959), deutscher Archäologe und Präsident der Stiftung Preußischer Kulturbesitz, aufgewachsen in Germering, Ehrenbürger seit 2008[32]
- Peter Braun (* 1941), Altoberbürgermeister, Ehrenbürger seit 2011[33]

### Söhne und Töchter der Stadt
- Simon Spitzweg (1776–1828) Kaufmann und Vater von Carl Spitzweg (1808–1885)
- Sepp Dürr (1953–2023), Politiker (Bündnis 90/Die Grünen)
- Christine Ertel (1953–2015), Architektin und Archäologin
- Peter Dürr (* 1960), Windsurfer, Skirennläufer
- Thomas Huber (* 1963), Schauspieler (u. a. Lindenstraße, Der große Bellheim)
- Peter S. Brugger (* 1972), Sänger und Gitarrist, Mitglied der Sportfreunde Stiller
- Katharina Dürr (* 1989), Skirennläuferin
- Lena Dürr (* 1991), Skirennläuferin

### Persönlichkeiten, die in der Stadt gewirkt haben
- Der Schauspieler Bruno Hübner (1899–1983) wohnte bis zu seinem Tode in Germering (Harthaus).
- Der Maler Georg Kiste (1908–1997) wohnte in Germering.
- Der Schriftsteller Walter Kolbenhoff (1908–1993) wohnte in Germering, der Kulturpreis der Stadt wurde nach ihm benannt.
- Der Schauspieler Siegfried Lowitz (1914–1999), der u. a. in der Krimiserie Der Alte mitwirkte, wohnte in Germering.
- Der Übersetzer und Autor Herbert Bräuning (1921–2014) lebte mit seiner Frau Ursula Bräuning in Germering.
- Der Schauspieler und Hörspielsprecher Wolfgang Wahl (1925–2006) lebte in Germering.
- Der Sänger, Schauspieler und Entertainer John Christopher Howland (1928–2013) wohnte in Germering (Harthaus).
- Die Schriftstellerin und Journalistin Irmgard Köhler-Langewiesche (* 15. März 1930 in Berlin), Inhaberin der Bürgermedaille seit 2007, Trägerin der Bundesverdienstmedaille seit Juli 2014, lebt in Germering.
- Der Sänger Gus Backus (1937–2019) wohnte in Germering. Zwischenzeitlich war er wieder nach Germering gezogen und lebte bis zu seinem Tode dort.
- Der Maler Heinz Braun (1938–1986) wohnte in Germering.
- Der Schauspieler und Sprecher Joachim Höppner (1946–2006) wohnte in Germering und erhielt 2001 den Walter-Kolbenhoff-Preis der Stadt Germering.
- Der Handballspieler Erhard Wunderlich (1956–2012), u. a. Silbermedaillengewinner bei den Olympischen Spielen 1984, wohnte in Germering.
- Der Intendant, Regisseur und Autor Günther Fleckenstein (1924–2020), lebte von 1986 bis 2016 in Germering.
- Der Fußballspieler Lasse Jürgensen wuchs in Germering auf.

### Sonstige
Angela Hammitzsch, die Halbschwester von Adolf Hitler, lebte von Dezember 1945 bis kurz vor ihrem Tod (am 20. Oktober 1949 in Hannover) in Germering.